# Hesykios
Hesykios från Alexandria (klassisk grekiska: Ἡσύχιος ὁ Ἀλεξανδρεύς) var en grekisk grammatiker omkring 500 e.Kr.
Hesykios är känd som författare till ett rikhaltigt lexikon över sällsynta grekiska ord och ordformer (utgavs i 5 band av Moritz Schmidt 1858–1868 med senare handutgåvor), vilket är av betydande värde för skilda grenar av den grekiska språkforskningen.